# Paraguaçu Paulista
Paraguaçu Paulista é um município brasileiro do estado de São Paulo. Sua população estimada em 2024 era de 42.087 habitantes. O município é formado pela sede e pelos distritos de Conceição de Monte Alegre, Roseta e Sapezal.

## Estância turística
Paraguaçu Paulista é um dos 29 municípios paulistas considerados estâncias turísticas pelo Estado de São Paulo, por cumprirem determinados pré-requisitos definidos por Lei Estadual. Tal status garante a esses municípios uma verba maior por parte do Estado para a promoção do turismo regional. Também, o município adquire o direito de agregar, junto a seu nome, o título de "estância turística", termo pelo qual passa a ser designado tanto pelo expediente municipal oficial quanto pelas referências estaduais.

## Topônimo
De acordo com o dicionário de tupi-guarani de Gumercindo Saraiva Rodrigues Alves Pereira de Carvalho, "Paraguaçu" significa "mar grande", "rio grande". O nome é formado pela junção de pará (mar, rio grande) e gûasu (grande). O termo "Paulista" serve para distinguir o município do município homônimo no estado de Minas Gerais.

## História
A cidade tem suas raízes históricas no distrito de em Conceição de Monte Alegre, fundado por José Teodoro de Sousa, que fez doação, em 1873, de uma área de 193 hectares para a fundação de um novo patrimônio. Na época, a região já era habitada por três etnias indígenas: caiouás, xavantes e caingangues. Estes últimos ofereceram grande resistência à invasão de seus territórios pelos novos colonizadores, em sua maioria mineiros que fugiam ao alistamento militar compulsório para a Guerra do Paraguai.
Em 1891, Conceição de Monte Alegre foi elevada à categoria de município, cujo território se estendia entre o rio Paranapanema e rio do Peixe, até as barrancas do rio Paraná. Os primeiros habitantes não índios da região foram José Teodoro Filho, Manuel Pereira Alvim e José Antônio de Paiva, os quais se instalaram nas margens do ribeirão Alegre e do rio São Mateus. A origem da atual cidade remonta ao núcleo urbano de Moita Bonita. A princípio, era apenas um ponto de referência ao longo do ribeirão Alegre, composto por um pequeno bosque a 400 metros abaixo da atual estação ferroviária.
Com a criação do ramal ferroviário pela Sorocabana, em 23 de março de 1916, a estação recebeu o nome de "Paraguaçu", denominação que a cidade, formada posteriormente, adotou.
O tráfego ferroviário foi aberto em 1916, possibilitando maior desenvolvimento na agricultura, com expansão de novas áreas agrícolas, o que provocou aumento demográfico. Em 18 de dezembro de 1923, foi criada a Vila Paraguaçu, elevada a categoria de distrito de Conceição de Monte Alegre.
Em 30 de dezembro de 1924, tornou-se município (unidade político-administrativa independente), tendo sido instalado em 12 de março de 1925.
Em 1930, a Estrada de Ferro Sorocabana mudou o nome da estação para "Presidente Washington", para distingui-la de outras cidades com o mesmo nome e para homenagear o então presidente brasileiro Washington Luís, porém o novo nome não foi aceito pela população e o antigo nome, Paraguaçu, retornou no ano seguinte.

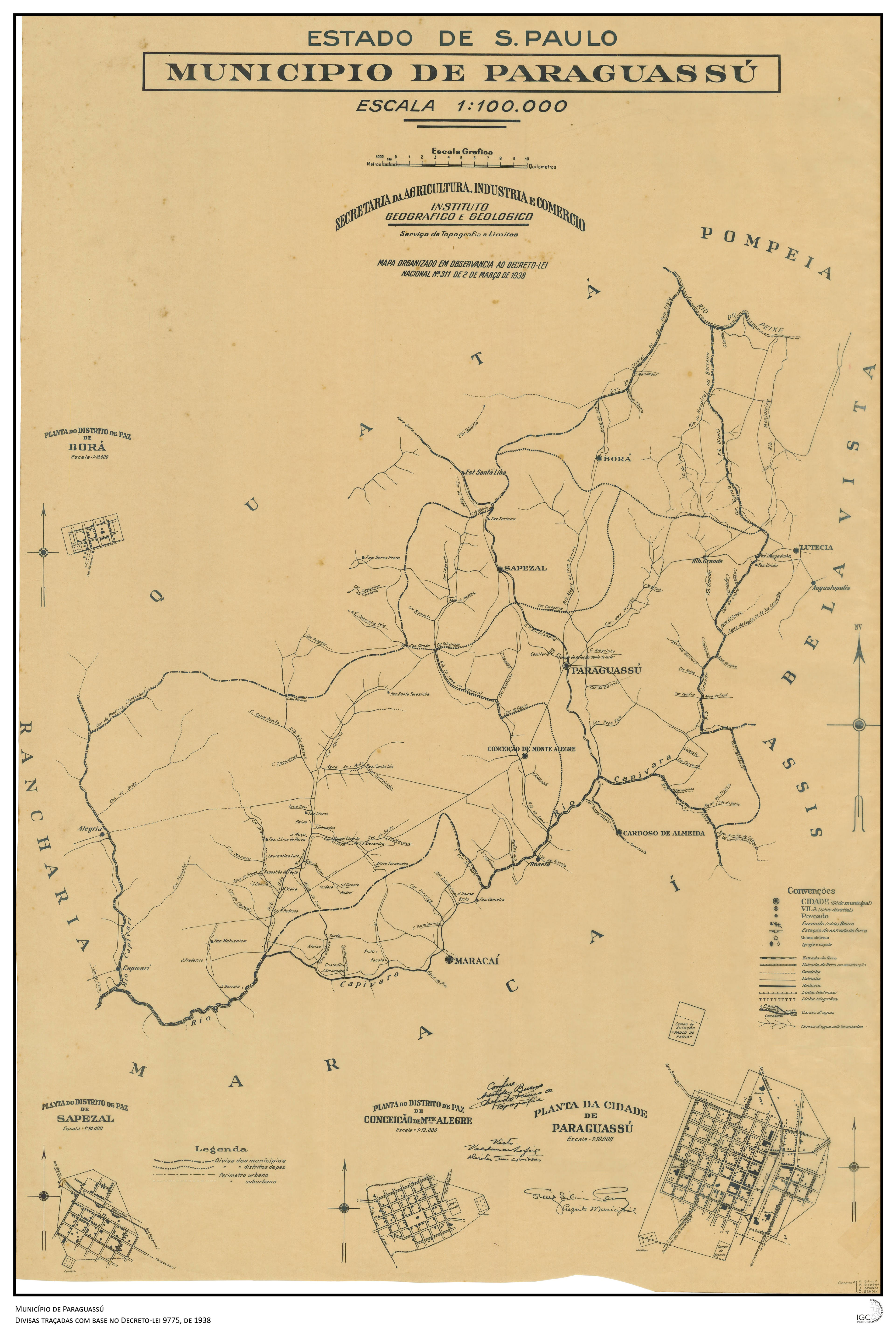
Mapa de Paraguaçu (1938).

Em 1941, o presidente brasileiro Getúlio Vargas determinou que, a partir de 1 de janeiro de 1945, não houvesse, no Brasil, cidades com nomes iguais. Como resultado, em 22 de setembro de 1943, o prefeito da época, Antenor Assunção, reuniu representantes do comércio, lavoura, indústria e profissionais liberais (vinte no total) com a finalidade de sugerir, à Comissão Estadual, um novo nome para Paraguaçu, de modo a diferenciá-la do município homônimo no estado de Minas Gerais. Assim, foram propostos, pela ordem de preferência, os seguintes nomes: Araguaçu, Caramuru, Atlanta, Pauliceia, Guaçupará, Guaçulândia, Paguaçu e Mirante.
A comissão então criada oficializou o nome "Araguaçu", que vigorou de 1 de janeiro de 1945 a 31 de dezembro de 1949. Em 1 de janeiro de 1950, ocorreu nova mudança e o nome da cidade passou a ser o atual: Paraguaçu Paulista. Em 1948, teve a sua organização político-administrativa definida com a criação do distrito-sede de Paraguaçu Paulista. Em 5 de março de 1997, Paraguaçu Paulista foi transformada em estância turística.

## Geografia
Localiza-se a uma latitude 22º24'46" sul e a uma longitude 50º34'33" oeste, estando a uma altitude de 506 metros. Possui uma área de 1 001,094 quilômetros quadrados.

### Municípios limitrofes[10]
| Município confinante de Paraguaçu Paulista | Município confinante de Paraguaçu Paulista | Município confinante de Paraguaçu Paulista |
| ------------------------------------------ | ------------------------------------------ | ------------------------------------------ |
| Quatá                                      | Borá                                       |                                            |
| Maracaí                                    | Assis                                      |                                            |
| Municípios vizinhos de Paraguaçu Paulista  |                                            |                                            |
| Borá 18.1 km                               | Quatá 21.5 km                              | Lutécia 22.3 km                            |
| Maracaí 23.1 km                            | João Ramalho 26.1 km                       | Assis 33.4 km                              |
| Oscar Bressane 33.9 km                     | Rancharia 36.1 km                          | Tarumã 36.9 km                             |
| Echaporã 40.2 km                           | Cruzália 41.4 km                           | Cândido Mota 42 km                         |
| Platina 47.1 km                            | Pedrinhas Paulista 48.4 km                 | Quintana 49 km                             |

### Relevo
Apresenta relevo suave ondulado, com altitude média de 490 m acima do nível do mar.

### Solo
Latossolo Vermelho Distrófico.

#### Pesquisas no solo
Em 12 de Junho de 2016 foi realizada pela empresa Global Geophysical Services em serviço a Petrobrás um estudo do subsolo em busca de minérios, gás natural, petróleo e água. Todavia, desde 1961 já era conhecida tal possibilidade, o geólogo José Reynaldo Bastos da Silva em uma matéria para o AssisCity detalha que o estudo da empresa tinha como objetivo a prospecção no local fazendo uso de ondas sismicas e segundo o portal, o estudo poderia levar até 5 anos para ser publicado.

### Vegetação
A vegetação natural predominante no município de Paraguaçu Paulista é do tipo "cerrado". O cerrado é caracterizado pela presença de árvores e arbustos dispersos, com o piso coberto, principalmente por gramíneas, parcialmente exposto à luz solar direta.

### Hidrografia
- Rio Capivara
- Ribeirão do Alegre

### Clima
O clima de Paraguaçu Paulista é quente e temperado (Cfa), com temperatura média anual de 20,9 °C. 
|                         | Janeiro | Fevereiro | Março | Abril | Maio | Junho | Julho | Agosto | Setembro | Outubro | Novembro | Dezembro |
| ----------------------- | ------- | --------- | ----- | ----- | ---- | ----- | ----- | ------ | -------- | ------- | -------- | -------- |
| Temperatura média (°C)  | 23.9    | 24.1      | 23.1  | 21.1  | 18   | 16.7  | 16.9  | 18.8   | 20.4     | 21.7    | 23       | 23.3     |
| Temperatura mínima (°C) | 18.3    | 18.6      | 17.3  | 15    | 11.6 | 10.1  | 9.9   | 11.6   | 13.7     | 15.4    | 16.8     | 17.3     |
| Temperatura máxima (°C) | 29.6    | 29.6      | 28.9  | 27.3  | 24.5 | 23.4  | 24    | 26.1   | 27.1     | 28      | 29.2     | 29.4     |
| Chuva (mm)              | 192     | 179       | 134   | 69    | 61   | 68    | 38    | 28     | 68       | 136     | 127      | 168      |

A diferença entre a precipitação do mês mais seco e do mês mais chuvoso é de 164 mm. As temperaturas médias variam 7.4 °C durante o ano.

### Rodovias
- Rodovia Manílio Gobbi (SP-284): Interliga Assis a Martinópolis
- Prefeito José Bassil Dower (SP-421): Interliga Taciba a Echaporã

### Ferrovias
- Linha Tronco da antiga Estrada de Ferro Sorocabana: Interliga São Paulo à Presidente Epitácio [16][17]

## Demografia

### Dados demográficos
Dados do Censo - 2010
- População total - 42 278
  - Urbana: 39 285
  - Rural: 2 993
  - Homens: 21.259
  - Mulheres: 21.019
- Densidade demográfica - (hab./km²)   - 42,28
- Mortalidade infantil - até 1 ano  (por mil) - 19,83
- Expectativa de vida  (anos) - 69,24
- Taxa de fecundidade - (filhos por mulher) - 2,01
- Alfabetização - (Percentual de Alfabetização) - 88,11%
- Índice de Desenvolvimento Humano  - (IDH-M) - 0,773
  - IDH-M Renda - 0,707
  - IDH-M Longevidade - 0,737
  - IDH-M Educação - 0,876

(Fonte: IPEADATA)

### Etnias[23]
| Cor ou raça    |        |         |
| AMARELA        | 519    | pessoas |
| BRANCA         | 27.126 | pessoas |
| INDÍGENA       | 35     | pessoas |
| PARDA          | 12.615 | pessoas |
| PRETA          | 1.973  | pessoas |
| SEM DECLARAÇÃO | 10     | pessoas |

## Política e administração

### Governo
- Prefeito: Antônio Takashi Sasada ( Antian) 2021/2024
- Vice-prefeito: Max Henklain Magnavita Nogueira
- Presidente da câmara: José Roberto Baptista Junior

### Subdivisões
Bairros
Água do Can Can
Água do Sape
Aldo Paes Leme
Bairro Barra Funda
Bairro Comercial
Bairro Roseta
Barra Funda
Brejão
Conjunto Habitacional Governador Mário Covas
Campinho
Centro
Chaparral
Conjunto Antônio Pertines
Conjunto Habitacional Doutor Aldo M Leme
Conjunto Habitacional Antônio Pertinhez
Conjunto Humberto Soncine
Distrito Industrial
Fercon
Humberto Soncini
Industrial
Jardim Aeroporto
Jardim Alvorada
Jardim América
Jardim Bela Vista
Jardim das Oliveiras
Jardim Murilo Macedo
Jardim Panambi
Jardim Paulista
Jardim Primavera
Jardim Tênis Clube
Lina Leuzzi
Mário Covas
Murilo Macedo
Parque das Nações
Rancho Alegre
Residencial Viena
São Matheus
Sape
Três Barras
Vila Affini
Vila Antônio Pertinhe
Vila Athaide
Vila Brumado
Vila Frco Roberto
Vila Galdino
Vila Gammon
Vila Marim
Vila Nova
Vila Priante
Distritos
- Conceição de Monte Alegre
- Sapezal
- Roseta

## Economia
| \| Valor Adicionado Bruto, a preços correntes, da Agropecuária \| R$ 63 328 932 \| \| Valor Adicionado Bruto, a preços correntes, da Indústria \| R$ 89 183 536 \| \| Valor Adicionado Bruto, a preços correntes, dos Serviços \| R$ 501 788 422 \| \| \| R$ 89 336 854 \| \| Impostos, líquidos de subsídios, sobre produtos, a preços correntes \| R$ 69 609 296 \| \| Produto Interno Bruto a preços correntes \| R$ 723 910 186 \| |                |
| --- | -------------- |
| [ 10 ] |                |
| Valor Adicionado Bruto, a preços correntes, da Agropecuária | R$ 63 328 932  |
| Valor Adicionado Bruto, a preços correntes, da Indústria | R$ 89 183 536  |
| Valor Adicionado Bruto, a preços correntes, dos Serviços | R$ 501 788 422 |
| | R$ 89 336 854  |
| Impostos, líquidos de subsídios, sobre produtos, a preços correntes | R$ 69 609 296  |
| Produto Interno Bruto a preços correntes | R$ 723 910 186 |

| PIB per capita da População | PIB per capita da População |
| --------------------------- | --------------------------- |
| Ano                         | Renda (Em Reais)            |
| 2010                        | 16.729,38                   |
| 2011                        | 19.899,31                   |
| 2012                        | 21.416,63                   |
| 2013                        | 20.902,53                   |
| 2014                        | 21.694,22                   |
| 2015                        | 21.945,23                   |
| 2016                        | 26.404,11                   |
| 2017                        | 27.296,62                   |
| 2018                        | 33.801,27                   |
| 2019                        | 33.959,00                   |
| 2020                        | 35.826,34                   |

### Empresas que se situam na cidade
COCAL
Raizen
Agroterenas
Louis Dreyfus Company

## Infraestrutura

### Educação[30]

#### Institutos Superiores
- Faculdades Gammon[31]
- Unip de Paraguaçu Paulista (EAD)[32]
- Universidade Anhanguera (EAD)[33]
- Unicesumar (EAD)[34]
- Faculdade Católica de Letras (EAD)
- Univesp (EAD)[35]
- CIT - Centro de Iniciação Teatral

#### Escolas Estaduais
- E.E. Isidoro Baptista (GEP)[36]
- E.E. Diva Figueiredo (CENE)[37]
- E.E. Maria Ângela Batista Dias [38]

### Segurança e criminalidade[39]
A 2ª Companhia de Polícia Militar de Paraguaçu Paulista, que abrange os municípios de Paraguaçu Paulista, Maracaí, Lutécia, Pedrinhas Paulista e Cruzália, divulgou nesta quarta-feira, dia 13, os indicadores criminais referente ao 1º Semestre de 2011.
Nos indicadores, homicídio, roubo de veículos e latrocínio tiveram uma redução de 100% em comparação ao mesmo período de 2010, já o crime de estupro teve uma alta de 600%, sendo registrado no primeiro semestre deste ano 07 casos.
Segundo a companhia, houve uma relevante diminuição dos indicadores criminais em comparação ao 1º semestre de 2010. Tal diminuição pode ser atribuída ao expressivo aumento operacional, principalmente com as ações de busca pessoal, vistoria em veículos e operações conjunta com a Polícia Civil e Ministério Público, que resultaram na manutenção dos roubos e furtos e consequentemente no aumento das prisões em flagrante delito.
Guarda Civil Municipal de Paraguaçu Paulista
A Guarda Municipal completou 20 anos, criada no ano 2000, ano de formação de sua 1• turma. Teve atuação no meio ambiente para coibir descarte irregular de lixo, ronda escolar para proteção dos alunos, no trânsito, e tem um projeto chamado "Guardiões do Trânsito" desenvolvido em escolas de Educação Infantil.
As atividades de uma Guarda Municipal são múltiplas, como segurança escolar, proteção ao meio ambiente, patrulhamento, proteção dos bens públicos, apoio ao turismo, controle de trânsito.
Tão ampla e larga suas atuações em tantos setores da sociedade em que pode ser e é empregada pode-se crer que esta Instituição é tão necessária e imprescindível à população.
Razão porque investimentos são muito importantes para que uma Guarda Municipal se mantenha atualizada e atuante cumprindo suas atribuições com zelo e eficiência.
Corpo de Bombeiros de Paraguaçu Paulista<
O Corpo de Bombeiros Militar de Paraguaçu Paulista pertence ao 10° Grupamento de Bombeiros de Marília
O Posto de Bombeiros atende as ocorrências na cidade e na região de Paraguaçu Paulista
Delegacia Geral de Policia Civil ( judiciária)
A delegacia geral de Paraguaçu Deinter -8 abrange o 1° Distrito Policial e também a Delegacia de Defesa da Mulher (DDM)
Samu (Serviço de atendimento móvel de urgência)
O SAMU Paraguaçu atua na prestação de socorro baseado e auxiliando os serviços de resgate do Corpo de Bombeiros 

### Saneamento e energia
O serviço de abastecimento de água de toda o município, em caráter de monopólio, é feito pela SABESP. Já o abastecimento de energia elétrica, também feito em sistema de monopólio, é feito pela Empresa de Eletricidade Vale Paranapanema (VALE), hoje parte da Energisa, que atende ainda a alguns municípios do Médio Paranapanema.

### Saúde[23][40]
| Estabelecimentos de Saúde SUS [2009] | 21 estabelecimentos | 21 estabelecimentos |

#### Mortalidade Infantil[25]
| Ano  | Taxa de óbitos por mil nascidos vivos |
| 2006 | 5,21                                  |
| 2007 | 8,39                                  |
| 2008 | 19,23                                 |
| 2009 | 10,66                                 |
| 2010 | 11,99                                 |
| 2011 | 4,93                                  |
| 2012 | 11,15                                 |
| 2013 | 14,88                                 |
| 2014 | 5,10                                  |
| 2015 | 3,37                                  |
| 2016 | 13,07                                 |
| 2017 | 13,49                                 |
| 2018 | 4,90                                  |
| 2019 | 12,30                                 |
| 2020 | 11,45                                 |
| ---- | ------------------------------------- |

### Transportes
- Estação Rodoviária
- Estação Ferroviária de Paraguaçu Paulista

### Comunicações

#### Telefonia e internet
O sistema de telefones automáticos foi inaugurado na cidade em 1978 pela Telecomunicações de São Paulo (TELESP), que também implantou o sistema de discagem direta à distância (DDD) em 1979 com o código de área (0183). Anteriormente a cidade era atendida pela Empresa Telefônica Paulista.
Na década de 90 o código DDD da cidade foi alterado para (018), para padronização do sistema telefônico com a telefonia celular que estava sendo implantada em todo o estado.
Ainda há serviços de internet discada e banda larga (ADSL) sendo oferecidos por diversos provedores de acesso gratuitos e pagos. O serviço telefônico móvel, por telefone celular, é oferecido por diversas operadoras com a maioria tendo sinal estável de 3G pela cidade, sendo a cobertura da Vivo a maior de todas. No dia 8 de janeiro de 2009 o município passou a ser servido pela portabilidade, juntamente com outras cidades de DDDs 018 e estados do Rio Grande do Sul (DDDs 51 e 55), Tocantins (63), Mato Grosso (65) e Amazonas (92 e 97).

#### Jornais
- I7 Notícias (online)[46]
- Tv Paraguaçu (online)[47]
- Em Paraguaçu (online)[48]
- ParaguaCity (online)[49]
- Eu Vih (online)[50]
- Boonde (online)[51]

#### Rádios
- Rádio Marconi AM [52]
- Rádio Radiativa FM [53]

#### Canais de TV
Em Paraguaçu Paulista há diversas opções de canais de TV aberta e fechada, como Globo (digital), SBT (digital), Band (digital), Rede Vida (digital), Rede Record (digital), Mix TV (digital), TV Canção Nova (digital), TV Câmara (digital), TV Câmara Municipal Assis (Digital) e TV ALESP (digital) Desde 29 de Novembro de 2018 o sinal aberto de televisão é feito apenas digitalmente, tendo sido o sinal analógico desativado desde então

## Cultura e lazer
Atrações turísticas:
- Trem Turístico Moita Bonita
- Estação Ferroviária de Paraguaçu Paulista
- Fonte Luminosa
- Jardim das Cerejeiras
- Concha Acústica
- Teatro Municipal "Lucila Nascimento"
- Parque Aquático Benedicto Benício (Balneário)
- Centro de Convenções Mario Covas
- Expo Paraguaçu - Centro de Convergência
- Casa do Artesão
- Centro Histórico e Cultural Isidoro Baptista
- Museu e Arquivo Histórico Jornalista José Jorge Junior
- Parque de aventura
- Cachoeiras e Resort Águas das Araras

### Feriados
Em Paraguaçu Paulista há três feriados municipais, oito feriados nacionais e três pontos facultativos. Os feriados municipais são: Sexta-feira Santa, Corpus Christi, dia 12 de Março - Aniversario de Paraguaçu Paulista e Finados. De acordo com a lei federal nº 9.093 de 12 de setembro de 1995, os municípios podem ter no máximo quatro feriados municipais, já incluída a Sexta-Feira Santa.

### Esportes
O Esporte Clube Paraguaçuense é um clube brasileiro de futebol da cidade de Paraguaçu Paulista, interior do Estado de São Paulo. Fundado em 28 de novembro de 1965, suas cores são azul e branca. Atualmente está licenciado.
Em 19 de junho de 1932 foi fundado o Paraguaçu Tênis Clube.

## Filhos ilustres
- Aldemir Bendine[57]
- Dante Mantovani[58]
- Erasmo Dias
- Daniel Nascimento

## Religião
| SEM RELIGIÃO                             | 3.138  | pessoas |
| CANDOMBLÉ                                | 32     | pessoas |
| CATÓLICA APOSTÓLICA BRASILEIRA           | 35     | pessoas |
| CATÓLICA APOSTÓLICA ROMANA               | 25.942 | pessoas |
| ESPÍRITA                                 | 540    | pessoas |
| EVANGÉLICA                               | 11.592 | pessoas |
| NÃO DETERMINADA E MULTIPLO PERTENCIMENTO | 238    | pessoas |
| NOVAS RELIGIÕES ORIENTAIS                | 19     | pessoas |
| TESTEMUNHAS DE JEOVÁ                     | 288    | pessoas |
| TRADIÇÕES ESOTÉRICAS                     | 23     | pessoas |
| UMBANDA                                  | 19     | pessoas |
| UMBANDA E CANDOMBLÉ                      | 52     | pessoas |
| OUTRAS RELIGIOSIDADES CRISTÃS            | 351    | pessoas |
| NÃO SABE                                 | 49     | pessoas |

O Cristianismo se faz presente na cidade da seguinte forma:

### Igreja Católica
- Paróquia Nossa Senhora da Paz, que faz parte da Diocese de Assis.[60][61]

### Igrejas Evangélicas
Entre as igrejas protestantes históricas, pentecostais e neopentecostais, encontram-se na cidade:
- Assembleia de Deus Ministério do Belém.[64][65]
- Congregação Cristã no Brasil.[66]
- Igreja Presbiteriana Independente do Brasil.[67]